# Dysderina belinda
Dysderina belinda là một loài nhện trong họ Oonopidae.
Loài này thuộc chi Dysderina. Dysderina belinda được Arthur M. Chickering miêu tả năm 1968.